# Boulc
Boulc település Franciaországban, Drôme megyében. Lakosainak száma 162 fő (2022. január 1.). Boulc Montbrand, Saint-Julien-en-Beauchêne, Val-Maravel, Glandage, Lesches-en-Diois, Menglon, Miscon és Châtillon-en-Diois községekkel határos.

## Népesség
A település népességének változása:
| Lakosok száma | 127  | 124  | 130  | 134  | 144  | 153  | 156  | 160  | 162  |
|               | 2013 | 2015 | 2016 | 2017 | 2018 | 2019 | 2020 | 2021 | 2022 |